# Croàcia al Festival de la Cançó d'Eurovisió 2012
| Edició                   | 2012                               |
| Televisio(ns) implicades | HRT                                |
| Nom de la preselecció    | DORA.                              |
| Dates                    | 18 de febrer de 2012.              |
| Format                   | Elecció interna d'artista i cançó. |
| Presentadors             | Per determinar                     |
| Nombre de participants   | 1                                  |

La televisió croata HRT es va plantejar reprendre el seu format tradicional de preselecció oberta amb artistes de renom convidats pel mateix ens, anomenat DORA. Finalment, però, va optar, com molts dels seus veïns de l'ex-Iugoslàvia, per dur a terme una elecció interna de l'artista.

## Candidats
La televisió croata va confirmar el 9 de gener de 2012 l'elecció de Nina Badric com a representant del país balcànic al Festival de 2012.

L'artista presentarà la cançó triada per ella mateixa a l'edició especial del DORA que l'ens croat durà a terme el 18 de febrer de 2012 per commemorar els vint anys del popular festival croat, que paradoxalment aquest any no contindrà cap mena de competició.